# 乌尔里希·比辛格
乌尔里希·比辛格（德語：Ulrich Biesinger，1933年8月6日—2011年6月18日），德国男子足球运动员，场上位置是前锋。他曾代表西德国家队参加1954年国际足联世界杯，结果队伍获得冠军。